# Portovelo (canton)
Portovelo est un canton d'Équateur situé dans la province d'El Oro.